# Jacob Bertrand
Jacob Scott Thomas Bertrand (6 de março de 2000) é um ator e dublador estadounidense. Bertrand começou sua carreira como ator infantil em 2009, com o filme Duress e em participações em séries de televisão como The Cape e The Middle. Ele é mais conhecido pelo papel titular na série de 2014 Kirby Buckets do Disney XD, por interpretar a Jack Malloy no filme The Swap do Disney Channel em 2016 e pelo personagem regular Eli "Hawk" Moskowitz na série original por streaming YouTube Premium e Netflix, Cobra Kai.

## Biografia
Ele é o filho do meio de Scott Bertrand e Christina Bertrand.
Tendo assim uma irmã maior chamada Makenna Bertrand e um irmão caçula chamado de Blake Bertrand (também ator).
O Jacob tem os cabelos castanhos claros naturais e os olhos azuis naturais.
Ele sabe tocar violão e guitarra, onde publica alguns curtos vídeos especiais na sua página oficial no instagram tocando os instrumentos. Para o seu trabalho em Cobra Kai, ele passou a ter treinos de caratê e também de acrobácias para ajuda-lo nas gravações, assim como vários dos seus colegas de elenco. Também para o seu trabalho em Cobra Kai, Jacob coloriu os seus cabelos castanhos claros naturais para inicialmente pretos com pontas azuis e depois coloriu as pontas para vermelhas.
Quando não está atuando, Jacob pratica surfe, escalada, futebol e esqui, compartilhando com o público fotos suas praticando esportes principalmente na sua página oficial no instagram.
Em 30 de janeiro de 2019, em parceria com a loja de roupas "Represent" dos Estados Unidos e a própria série Cobra Kai, ele lançou a sua primeira coleção de roupas de edição limitada inspirada em seu próprio personagem "Hawk". Os lucros de cada produto vendido apoiam o trabalho da organização não governamental, a fundação Gobi Support inc, uma organização dedicada a ajudar adolescentes do ensino primário e secundário e as suas famílias a repensar a sua relação com as drogas e as bebidas alcoólicas.

## Carreira de ator
Antes de seus trabalhos para os canais Disney, Bertrand teve diversos papeis em produções da Nickelodeon. O ator teve um papel recorrente na sitcom Marvin Marvin, dublou o protagonista Gil, na segunda temporada da série de animação Bubble Guppies, fez uma participação menor na famosa série de televisão iCarly, atuando ao lado de Miranda Cosgrove, Nathan Kress e Jennette McCurdy. Ele co-estrelou como Charlie, na comédia de fantasia Jinxed.

### 2018-2019: sucesso internacional emCobra Kai
Em 2018, entrou no elenco da série de Cobra Kai, uma produção em parceria do YouTube Premium com o serviço de streaming Netflix, onde interpreta o estudante de ensino secundário, muito tímido e que sofre bullying devido a sua cicatriz de lábio leporino Eli Moskowitz, que posteriormente vira um aluno de caratê, que após uma mudança radical no visual e acaba ganhando o apelido de "Hawk" (ou "Falcão" em língua portuguesa). Durante a primeira temporada, inicialmente fez parte do elenco recorrente, onde atraiu bastante atenção do público e crítica, ganhando fãs a nível mundial. Ele acabou sendo adicionado no início da segunda temporada ao elenco principal de Cobra Kai, o qual segue.
Em 2019, retornou e atuou na segunda temporada série de Cobra Kai, agora como parte do elenco principal regular.
Em julho de 2019, escreveu e dirigiu o curta-metragem de ação "Jud's Decision", lançado na sua página oficial no YouTube, estrelado por ele próprio no personagem título Jud; e co-estrelando os atores John Cihangir (seu colega de elenco em Cobra Kai) e Gissette Valentin.

### 2020: produção e adiamento da terceira temporada deCobra Kai
Em 2020, gravou a terceira temporada série de Cobra Kai, que inicialmente estava prevista para ser lançada ao público ainda em 2020, porém os planos foram adiados e o lançamento da produção foi remarcado devido aos efeitos causados pela Pandemia de COVID-19.
Em outubro de 2020, a Netflix anunciou a quarta temporada, ainda sem data de lançamento.

### 2021: lançamento da terceira temporada deCobra Kaie posterior
Em 01 de janeiro de 2021, foi lançada oficialmente, a terceira temporada série de "Cobra Kai", que novamente atrai atenções pela sua mudança de comportamento e atitudes, deixando de ser aos poucos o aluno de caratê rude e valentão, e se reaproximando de novo aos poucos os amigos.
Em 25 de fevereiro de 2021, foi confirmada que a produção da 4ª temporada de  estava em produção.

## Filmografia
| Ano  | Título                        | Personagem               | Notas                                                   |
| ---- | ----------------------------- | ------------------------ | ------------------------------------------------------- |
| 2009 | Duress                        | Thomas Wilkins           |                                                         |
| 2012 | Sunset Stories                | Danny                    |                                                         |
| 2012 | ParaNorman                    | Blithe Hollow Townperson | Dublagem                                                |
| 2012 | A Origem dos Guardiões        | Monty                    | Dublagem                                                |
| 2013 | Tom e Jerry: Aventura Gigante | Jack                     | Lançado em vídeo; dublagem                              |
| 2016 | The Swap                      | Jack Malloy              | Elenco principal; filme original do Disney Channel      |
| 2018 | Jogador Número Um             | Aluno                    |                                                         |
| 2019 | Jud's Decision                | Jud                      | Curta-metragem lançado no Youtube, roteirista e diretor |

| Ano       | Título               | Personagem                    | Notas                                                         |
| --------- | -------------------- | ----------------------------- | ------------------------------------------------------------- |
| 2011      | The Cape             | Alpha-Kid                     | Episódio: "Kozmo"                                             |
| 2011      | The Middle           | Jake                          | Episódio: "Valentines Day II"                                 |
| 2011      | Homeschooled         | Abel                          | Web-série; Elenco recorrente                                  |
| 2011      | Parks and Recreation | Darren                        | Episódio: "Pawnee Rangers"                                    |
| 2011      | Community            | Jeff (novo)                   | Episódio: "Foolsball and Nocturnal Vigilantism"               |
| 2012–2016 | Bubble Guppies       | Gil                           | Protagonista (Temporada 2 e temporada 3)                      |
| 2012      | iCarly               | Chip Chambers                 | Episódio: "iBattle Chip"                                      |
| 2012      | A Lenda de Korra     | Noatak (novo)                 | Dublagem; Episódio: "Skeletons in the Closet"                 |
| 2012–2013 | Marvin Marvin        | Henry Forman                  | Co-Protagonista                                               |
| 2013      | Jinxed               | Charlie Murphy                | Filme para TV                                                 |
| 2014      | Neckpee Island       | OB                            | Filme para TV                                                 |
| 2014–2017 | Kirby Buckets        | Kirby Buckets                 | Protagonista                                                  |
| 2017      | A Guarda do Leão     | Chama                         | Dublagem; Episódio: "Rafiki's New Neighbors"                  |
| 2018–2025 | Cobra Kai            | Eli "Hawk" Moskowitz / Falcão | Recorrente (Temporada 1); Principal (Temporadas 2 – presente) |